# 미추린스크

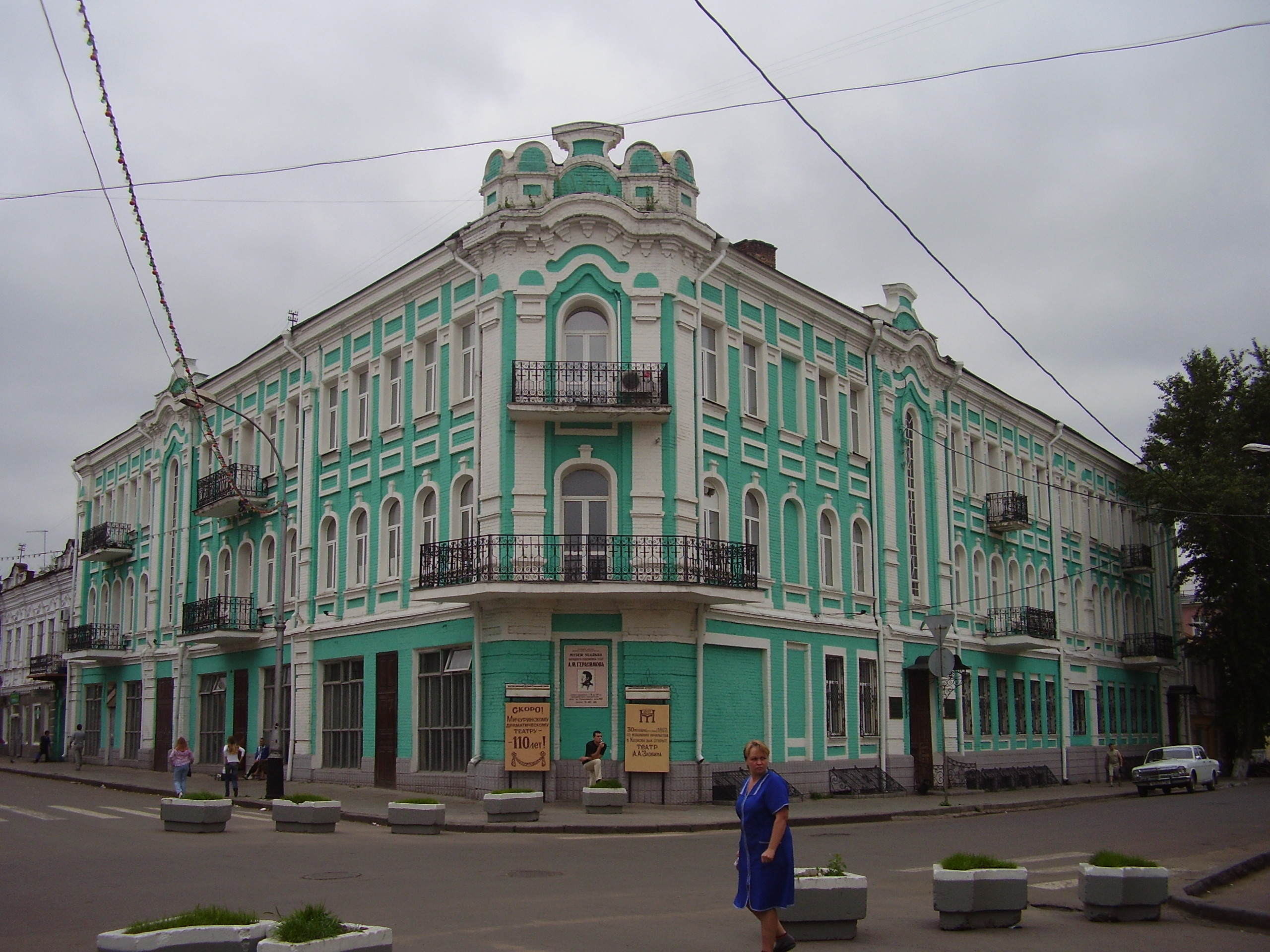

미추린스크(러시아어: Мичуринск, 1932년까지는 코즐로프)는 탐보프주에 위치한 도시이고 인구는 9만6,100명이다. 도시 이름은 이반 미추린의 이름에서 유래되었다.

## 자매 도시
- 독일 Munster